# 小行星5056
小行星5056（5056 Rahua）是一颗围绕太阳公转的小行星。1986年9月9日，亨利·德波鸿诺在拉西拉天文台发现了此天体。
該小行星以印加神话创造神維拉科查的儿子的妻子拉胡亞（Rahua）命名。
这颗小行星的绝对星等为20.76034等。